# (6367) 1982 FY2
(6367) 1982 FY2 est un astéroïde de la ceinture principale, découvert par Henri Debehogne à l'observatoire de La Silla au Chili le 18 mars 1982.